# Sesame HR
Sesame HR es una empresa tecnológica española especializada en software para la gestión de recursos humanos en formato SaaS. Fundada en 2015 en Valencia, proporciona herramientas digitales para el control horario, la gestión de turnos y la administración de equipos. La empresa tiene presencia en Europa y América Latina.

## Historia
Sesame HR fue fundada en 2015 bajo el nombre de Sesametime, centrándose inicialmente en la gestión del tiempo laboral. En 2018, la compañía adoptó su nombre actual y amplió su enfoque para abarcar procesos más amplios de administración de recursos humanos.
En 2022, la empresa cerró una ronda de financiación Serie A de 10 millones de euros liderada por PSG Equity. En 2024, completó una ronda Serie B de 23 millones de euros liderada por GP Bullhound, con el objetivo de integrar inteligencia artificial en su plataforma.

## Sede y proyectos
Desde 2021, Sesame HR opera desde La Base 1 en La Marina de Valencia, un espacio rehabilitado compartido con otras empresas tecnológicas. En 2024, anunció la rehabilitación de las antiguas instalaciones de Iberdrola en La Marina, con una inversión de 4 millones de euros para crear un espacio empresarial con capacidad para más de 400 empleados.

## Expansión internacional
Sesame HR ha consolidado su presencia en mercados clave a nivel internacional. En 2024, abrió oficinas en México y Portugal. En Portugal, la empresa ha desarrollado programas específicos para líderes de recursos humanos.

## Productos y reconocimientos
Entre las herramientas desarrolladas por Sesame HR destaca SuiteApp, una solución que ha obtenido la certificación "Built for NetSuite" por su integración avanzada con el software de Oracle. La empresa también ha sido reconocida por su impacto en la digitalización de los recursos humanos:
- Premio Economía Digital (2024), otorgado por la Cámara de Comercio de Valencia.[11]
- Inclusión en la lista de startups innovadoras del 2024 de la revista Emprendedores (2024).[12]

## HR Talks
Desde 2018, Sesame HR organiza el evento HR Talks, un foro especializado en recursos humanos que reúne a expertos, managers y profesionales del sector para debatir tendencias y retos relacionados con la gestión de equipos y el entorno laboral. El evento se celebra anualmente y ha contado con la participación de destacados ponentes de la industria.
En su quinta edición, celebrada en 2023, se abordaron temas como la transformación digital y el liderazgo en equipos híbridos. En 2024, la sexta edición del HR Talks se centra en el employee engagement (compromiso de los empleados) y contará con la asistencia de más de 500 participantes.
El evento se ha consolidado como un referente en el ámbito de los recursos humanos, atrayendo a empresas y profesionales interesados en tendencias emergentes y mejores prácticas en el sector.

## Relación con otras empresas
Albert Soriano, fundador de Sesame HR, también lidera otros proyectos empresariales, como Zeus Smart Visual Data, especializada en visualización de datos empresariales. En 2024, Zeus fue adquirida por LLYC para reforzar su área de análisis de datos.
En 2021, otra empresa vinculada a Soriano, Summon Press, fue vendida a Substrate AI.